# Dzbanecznik beczułkowaty
Dzbanecznik beczułkowaty (Nepenthes ampullaria) – gatunek rośliny z rodziny dzbanecznikowatych. Występuje w lasach równikowych na wyspach Borneo i Sumatry, w Tajlandii, na Półwyspie Malajskim, w Singapurze i na Nowej Gwinei.
Gatunek ten pozyskuje azot głównie z gromadzących się w jego dzbankach opadających szczątków roślinnych. W jego dzbankach żyją płazy (Microhyla borneensis) i larwy komarów, którymi żywią się nurkujące i polujące na nie mrówki Camponotus schmitzi.